# نادي اتحاد التمسية
اتحاد التمسية نادي كرة القدم مغربي من جماعة التمسية. يشارك في القسم الشرفي الممتاز لعصبة سوس لكرة القدم.